# Donald George Johanos
Donald George Johanos (Cedar Rapids, 10 febbraio 1928 – Naples, 29 maggio 2007) è stato un direttore d'orchestra statunitense e direttore musicale della Dallas Symphony Orchestra e della Honolulu Symphony Orchestra. È stato apprezzato per il suo sostegno alla musica classica contemporanea. Ha suonato o diretto in almeno 16 registrazioni.

## Gli inizi e la carriera
Johanos nacque a Cedar Rapids, Iowa, nel 1928. Frequentò la Eastman School of Music, conseguendo una laurea in violino, un master in teoria musicale e un diploma di direttore d'orchestra.
Dopo la laurea alla Eastman, Johanos ha suonato il violino per cinque anni nella Orchestra Filarmonica di Rochester, dove ha ricevuto lezioni di direzione dal direttore musicale Erich Leinsdorf. Nel 1958 Johanos ha vinto il Concorso Internazionale per Direttori d'Orchestra indetto dalla Netherlands Radio Union.

## Direttore d'orchestra e direttore musicale
Nel 1962 Johanos divenne direttore musicale e direttore principale della Orchestra sinfonica di Dallas. Durante questo periodo diresse l'orchestra in diverse registrazioni. Tuttavia ebbe dei problemi con i musicisti durante la sua permanenza a Dallas, che lo costrinsero a lasciare l'incarico nel 1970.
Johanos passò alla Orchestra Sinfonica di Pittsburgh come direttore associato e direttore della sua orchestra da camera.
Nel 1979 è diventato direttore musicale e direttore dell'Orchestra Sinfonica di Honolulu. Johanos ha contribuito a stabilizzare l'orchestra dopo il ritiro di Robert la Marchina. È anche noto per la sua promozione della musica contemporanea, che ha causato alcune tensioni con il consiglio di amministrazione. Nel 1991 Johanos ha ricevuto un premio dall'American Society of Composers, Authors and Publishers per la sua “programmazione audace di musica contemporanea”.
Durante la sua permanenza a Honolulu, Johanos ha registrato con la sua orchestra e con altre orchestre. Nel 1993, l'Honolulu Symphony Orchestra ha registrato un album, Three Works by Dan Welcher with the Honolulu Symphony, sotto la direzione di Johanos. Welcher ha dedicato la sua Sinfonia n. 1 a Johanos.
La stagione 1993-94, che sarebbe stata l'ultima di Johanos con l'orchestra di Honolulu, fu annullata a causa di una vertenza sindacale.
Johanos si ritirò a Naples, in Florida, dove morì nel 2007.